# Bulbophyllum absconditum
Bulbophyllum absconditum là một loài phong lan thuộc chi Bulbophyllum.